# Fernmeldeturm Vogtsburg-Totenkopf
Der Fernmeldeturm Vogtsburg-Totenkopf auf dem Totenkopf ist ein weithin sichtbarer, 151,3 Meter hoher Fernmeldeturm aus Stahlbeton der Deutschen Funkturm GmbH.

## Bezeichnung
Die offizielle Bezeichnung der Einrichtung lautet Funkübertragungsstelle Vogtsburg 1. Die Standorte wurden in der offiziellen Sprachregelung der Deutschen Bundespost dem Ortsnetz zugeordnet, auf dessen Gebiet der Fernmeldeturm stand. Diese vorhandene historische Bezeichnung wurde von der Deutschen Funkturm übernommen.
Die Fernsehsender laufen unter der Bezeichnung Sender Freiburg, früher wurde gelegentlich auch der Name Sender Kaiserstuhl verwendet. Abweichend davon bezeichnet der Südwestrundfunk seinen UKW-Sender als Vogtsburg, um ihn von seinem anderen UKW-Senderstandort in Freiburg-Lehen zu unterscheiden.

## Geschichte

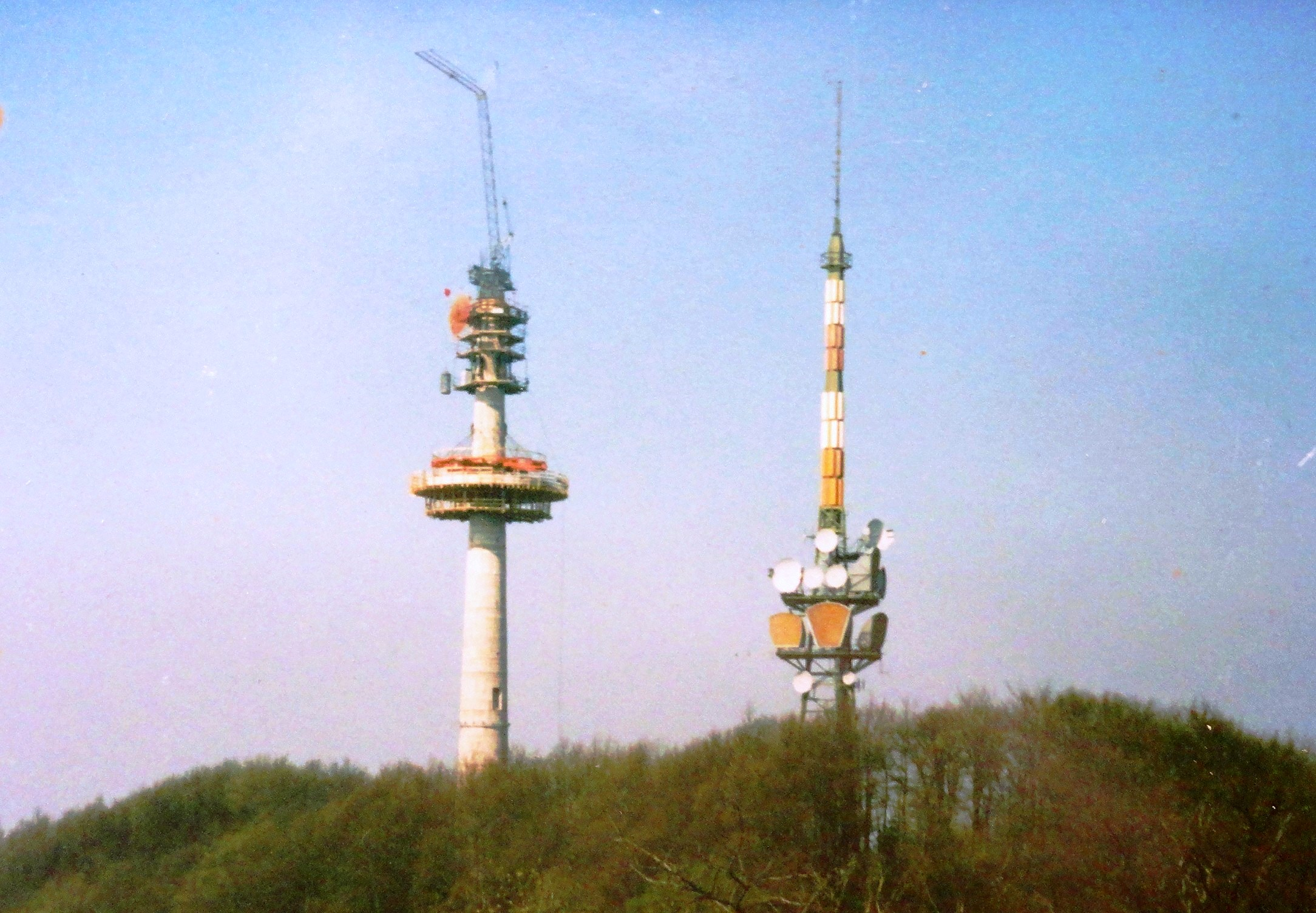
Neuer (Links) und Alter (rechts) Sendeturm im Jahr 1987.

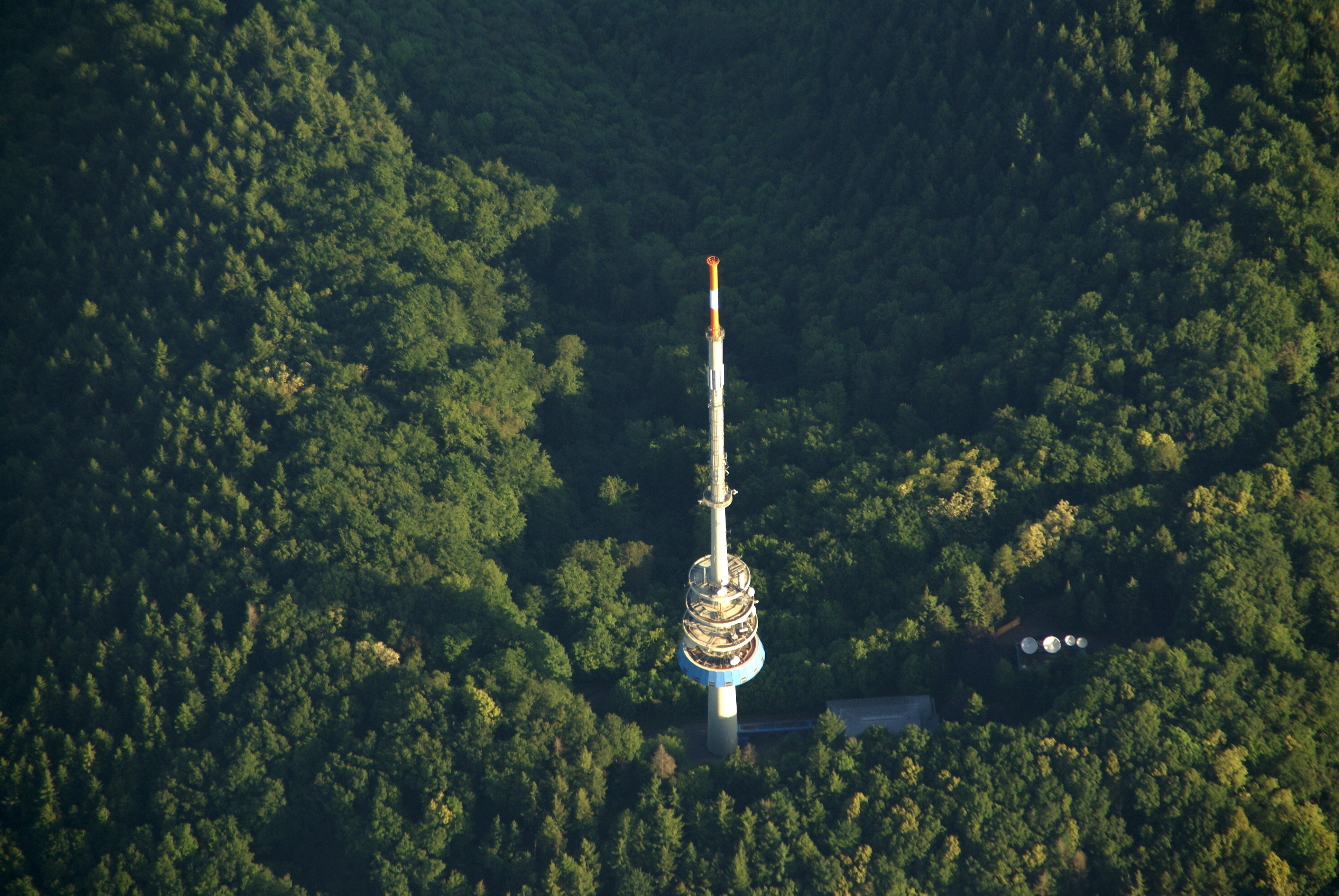
Luftbild des Fernmeldeturms

Der heutige Sendeturm entstand als Ersatz für den Stahlgittermast, der im Jahre 1961 errichtet wurde. Die Planung des neuen Turms begann 1982, die Ausführung des Baus erfolgte 1985–1987. 
Im Zuge der DVB-T Umstellung wurde am 18. Juni 2007 der GfK-Zylinder getauscht. Der neue Zylinder ist 4,7 Meter kürzer. Dadurch wurde die Gesamthöhe von 156 Meter auf 151,3 Meter verringert. Der Betonschaft hat eine Gesamthöhe von 134,7 Meter.

## Frequenzen und Programme

### Analoges Radio (UKW)
Beim Antennendiagramm sind im Falle gerichteter Strahlung die Hauptstrahlrichtungen in Grad angegeben.
| Frequenz (MHz) | Programm               | RDS PS   | RDS PI | Regionalisierung | ERP (kW) | Antennen- diagramm rund (ND) / gerichtet (D) | Polarisation horizontal (H) / vertikal (V) |
| -------------- | ---------------------- | -------- | ------ | ---------------- | -------- | -------------------------------------------- | ------------------------------------------ |
| 100,7          | SWR4 Baden-Württemberg | SWR4_FR_ | DB04   | Radio Breisgau   | 1        | D (60–180°)                                  | H                                          |
| 102,3          | Radio Dreyeckland      | RDL102,3 | 160B   | −                | 1        | D (60–180°)                                  | H                                          |

### Digitales Radio (DAB/ DAB+)
| Block                        | Programme (Datendienste) | ERP (kW) | Antennen- diagramm rund (ND), gerichtet (D) | Polarisation horizontal (H)/ vertikal (V) | Gleichwellennetz (SFN) |
| ---------------------------- | --- | -------- | ------------------------------------------- | ----------------------------------------- | --- |
| 5C DR Deutschland (D__00188) | DAB+ Block der Media Broadcast: - Absolut relax (72 kbps) - Dlf (104 kbps) - Dlf Kultur (112 kbps) - Dlf Nova (104 kbps) - DRadio DokDeb (48 kbps) - Energy Digital (72 kbps) - ERF Plus (64 kbps) - Klassik Radio (72 kbps) - Radio Bob (72 kbps) - Radio Horeb (48 kbps) - Radio Schlagerparadies (64 kbps) - Schwarzwaldradio (64 kbps) - sunshine live (72 kbps) - DRadio Daten (32 kbps Daten) - EPG Deutschland (16 kbps Daten) - TPEG (16 kbps Daten) - TPEG_MM (16 kbps Daten) | 5        | D                                           | V                                         | - Baden-Württemberg: Aalen, Baden-Baden (Fremersberg), Bad Mergentheim, Blauen, Brandenkopf, Donaueschingen, Feldberg im Schwarzwald, Freiburg (Vogtsburg-Totenkopf), Geislingen (Oberböhringen), Großerlach (Hohe Brach), Heidelberg (Königstuhl), Heilbronn (Schweinsberg), Hochrhein (Rickenbach), Hornisgrinde, Pforzheim (Schömberg-Langenbrand), Raichberg, Ravensburg (Höchsten), Reutlingen, Stuttgart (Frauenkopf), Ulm (Kuhberg) - Bayern: Amberg (Hirschau), Aschaffenburg (Pfaffenberg), Augsburg (Hotelturm), Bad Tölz (Gaißach), Bamberg (Geisberg), Büttelberg, Brotjacklriegel, Dillberg, Grünten, Herzogstand, Hochberg (Traunstein), Hoher Bogen, Inntal (Ebbs), Ingolstadt (Gelbelsee), Kreuzberg/Rhön, Landshut (Altdorf), München (Olympiaturm), Nennslingen (Büchelberg), Nürnberg, Oberammergau, Ochsenkopf, Passau, Pfänder, Pfaffenhofen, Pfarrkirchen, Pfronten, Regensburg (Hohe Linie), Unterringingen, Untersberg, Wendelstein (Bayrischzell), Würzburg (Frankenwarte) - Berlin: Berlin (Alexanderplatz), Berlin (Scholzplatz) - Brandenburg: Bad Belzig, Booßen, Brandenburg/Havel, Calau, Casekow, Cottbus, Eisenhüttenstadt, Petkus, Pritzwalk, Templin - Bremen: Bremen (Walle), Bremerhaven-Schiffdorf - Hamburg: Hamburg (Moorfleet), Hamburg (Heinrich-Hertz-Turm) - Hessen: Bad Hersfeld (Rimberg), Biedenkopf (Sackpfeife), Fulda (Hummelskopf), Frankfurt (Europaturm), Gelnhausen (Schnepfenkopf), Gießen (Dünsberg), Großer Feldberg, Hardberg, Hohe Wurzel, Hoher Meißner, Kassel (Habichtswald), Mainz-Kastel - Mecklenburg-Vorpommern: Garz (Rügen), Güstrow, Malchin, Neubrandenburg-Süd, Rostock (Toitenwinkel), Röbel, Schwerin (Zippendorf-Gr.Dreesch), Torgelow, Wismar/Rüggow, Züssow - Niedersachsen: Aurich-Popens, Braunschweig (Broitzem), Braunschweig (Drachenberg), Cuxhaven-Stadt, Dannenberg, Göttingen (Bovenden-Osterberg), Hannover (Telemax), Lingen, Lüneburg-Neu Wendhausen, Molbergen-Peheim, Osnabrück (Bramsche-Schleptruper Egge), Hildesheim (Sibbesse), Steinkimmen, Uelzen, Visselhövede, Wilhelmshaven - Nordrhein-Westfalen: Aachen (Karlshöhe), Bielefeld (Hünenburg), Bonn (Venusberg), Dortmund (Florianturm), Düsseldorf (Rheinturm), Eggegebirge, Herscheid, Hochsauerland (Hunau), Hürtgenwald-Großhau, Köln (Colonius), Langenberg, Lügde-Rischenau (Köterberg), Minden (Jakobsberg), Münster (Fernmeldeturm), Schöppingen, Siegen-Süd, Wesel - Rheinland-Pfalz: Bad Kreuznach (Schanzenkopf), Bad Marienberg (Westerwald), Bornberg, Daun (Eifel), Edenkoben (Kalmit), Heckenbach-Schöneberg (Ahrweiler), Idar-Oberstein, Kaiserslautern, Kettrichhof, Koblenz (Kühkopf), Trier (Petrisberg) - Saarland: Merzig-Merchingen, Saarbrücken (Schoksberg) - Sachsen: Chemnitz, Dresden, Geyer, Leipzig, Löbau, Neustadt, Oschatz, Schöneck, Zwickau Ost - Sachsen-Anhalt: Brocken, Burg, Dequede, Petersberg, Pettstädt (Weißenfels), Schneidlingen, Wittenberg - Schleswig-Holstein: Bungsberg, Flensburg, Heide, Helgoland, Hennstedt, Kiel (Kronshagen), Lübeck (Stockelsdorf), Schleswig, Niebüll (Süderlügum), Westerland (Sylt) - Thüringen: Bleßberg (Sonneberg), Erfurt-Hochheim, Gera, Inselsberg, Jena (Oßmaritz), Kulpenberg, Saalfeld (Remda), Lobenstein (Sieglitzberg), Weimar (Ettersberg) |
| 8C Antenne DE (D__00361)     | DAB-Block von Antenne Deutschland: - 80s80s (72 kbps) - 90s90s (72 kbps) - Absolut Bella (72 kbps) - Absolut Germany (72 kbps) - Absolut HOT (72 kbps) - Absolut Oldie (72 kbps) - Absolut TOP (72 kbps) - AIDAradio (72 kbps) - Ballermann Radio (72 kbps) - Beats Radio (72 kbps) - Brillux Radio (72 kbps) - Nostalgie (72 kbps) - Oldie Antenne (72 kbps) - RTL Radio (72 kbps) - Rock Antenne (72 kbps) - Toggo Radio (72 kbps)                                                   | 5        | D                                           | V                                         | - Baden-Württemberg: Blauen, Donaueschingen, Freiburg (Vogtsburg-Totenkopf), Pfänder, Raichberg, Ravensburg (Höchsten) |

### Digitales Fernsehen DVB-T2
Seit dem 8. November 2017 wird der Sendestandort für folgende Programme genutzt:
| Kanal | Frequenz (MHz) | Paket        | Programme im Ensemble                                                                            | ERP (kW) | Polarisation horizontal (H) / vertikal (V) | Antennendiagramm rund (ND)/ gerichtet (D) | Weitere Sender im Gleichwellennetz (SFN)    |
| ----- | -------------- | ------------ | ------------------------------------------------------------------------------------------------ | -------- | ------------------------------------------ | ----------------------------------------- | ------------------------------------------- |
| 36    | 594            | ARD          | Das Erste HD, tagesschau 24 HD, arte HD, Phoenix HD, ONE HD                                      | 50       | H                                          | ND                                        | Baden-Baden Fremersberg, Freiburg Schönberg |
| 33    | 570            | ZDF          | ZDF HD, 3sat HD, zdf_neo HD, zdf_info HD, KIKA HD                                                | 50       | H                                          | ND                                        | Freiburg Schönberg                          |
| 39    | 618            | ARD/Dritte   | SWR BW HD, SWR RP HD, BR Süd HD, hr HD, WDR Köln HD                                              | 50       | H                                          | ND                                        | Baden-Baden Fremersberg, Freiburg Schönberg |
| 28    | 530            | freenet TV 1 | RTLHD, VOX HD, SUPER RTL HD, RTL II HD, n-tv HD, RTL NITRO HD, Tele 5 HD                         | 50       | H                                          | ND                                        | Freiburg Schönberg                          |
| 42    | 642            | freenet TV 2 | SAT.1 HD, ProSieben HD, kabel eins HD, SIXX HD, Pro7 MAXX HD, SAT.1 Gold HD, Sport1 HD           | 50       | H                                          | ND                                        | Freiburg Schönberg                          |
| 29    | 538            | freenet TV 3 | DisneyChannel HD, N24 HD, DMAX HD, EUROSPORT 1 HD, nickelodeon HD, QVC HD, HSE24 HD, bibel.TV HD | 50       | H                                          | ND                                        | Freiburg Schönberg                          |

- Im Zuge der Einführung von DVB-T2 wurde die TV-Ausstrahlung am Sender Freiburg-Schönberg wieder aufgenommen; dort wird seit dem 8. November 2017 DVB-T2 im Gleichwellenbetrieb – jedoch mit vertikaler Polarisation – abgestrahlt.
- Aufgrund der Abschaltung der beiden Sender Hochrhein und Brandenkopf besteht mit diesen Sendern kein Gleichwellenbetrieb mehr.
- Ein Wechsel der Kanäle 56 und 58 ist geplant.

### Bisherige Nutzung als Fernsehsender

#### Digitales Fernsehen (DVB-T)
Vom 10. Juli 2007 bis zum 8. November 2017 lief der Sender mit DVB-T im Gleichwellenbetrieb (Single Frequency Network) mit anderen Sendestandorten, danach mit DVB-T2 HD. Bei der Umstellung auf DVB-T2 HD wurden jedoch die beiden Sender Hochrhein und Brandenkopf ersatzlos abgeschaltet und aus dem Gleichwellennetz herausgenommen (eine Wiederinbetriebnahme ist derzeit nicht vorgesehen und in den betroffenen Regionen ist kein terrestrischer Empfang deutscher Fernsehprogramme mehr möglich).
| Kanal | Frequenz (MHz) | Multiplex                            | Programme im Multiplex                                                                                       | ERP (kW) | Antennendiagramm rund (ND)/ gerichtet (D) | Polarisation horizontal (H)/ vertikal (V) | Modulations- verfahren | FEC | Guard- intervall | Bitrate (MBit/s) | Weitere Sender im Gleichwellennetz (SFN)                |
| ----- | -------------- | ------------------------------------ | --- | -------- | ----------------------------------------- | ----------------------------------------- | ---------------------- | --- | ---------------- | ---------------- | ------------------------------------------------------- |
| 52    | 722            | ARD Digital (SWR)                    | - Das Erste (SWR) - ARTE - Phoenix - One                                                                     | 50       | ND                                        | H                                         | 16-QAM                 | 2/3 | 1/4              | 13,27            | Sender Hochrhein, Brandenkopf                           |
| 39    | 618            | ARD regional (SWR) Baden-Württemberg | - SWR Fernsehen (Baden-Württemberg) - hr-fernsehen - Bayerisches Fernsehen (Schwaben/Altbayern) - WDR (Köln) | 50       | ND                                        | H                                         | 16-QAM                 | 2/3 | 1/4              | 13,27            | Sender Hochrhein, Brandenkopf                           |
| 33    | 570            | ZDFmobil                             | - ZDF - 3sat - ZDFinfo - KiKA (6–21 Uhr) / ZDFneo (21–6 Uhr)                                                 | 50       | ND                                        | H                                         | 16-QAM                 | 2/3 | 1/4              | 13,27            | Sender Hochrhein, Brandenkopf, Baden-Baden, Langenbrand |

#### Analoges Fernsehen (PAL)
Vor der Umstellung auf DVB-T diente der Sendestandort für analoges Fernsehen: Der Fernmeldeturm diente als Grundnetzsender für die Fernsehprogramme ZDF (Kanal 33) und SWR Fernsehen (Kanal 58), die mit einer Sendeleistung von jeweils 500 kW ausgestrahlt wurden.
| Kanal | Frequenz (MHz) | Programm                        | ERP (kW) | Sendediagramm rund (ND)/ gerichtet (D) | Polarisation horizontal (H)/ vertikal (V) |
| ----- | -------------- | ------------------------------- | -------- | -------------------------------------- | ----------------------------------------- |
| 33    | 567,25         | ZDF                             | 500      | D                                      | H                                         |
| 36    | 591,25         | Sat.1                           | 0,31     | D                                      | H                                         |
| 38    | 607,25         | RTL Television                  | 0,31     | D                                      | H                                         |
| 58    | 767,25         | SWR Fernsehen Baden-Württemberg | 500      | D                                      | H                                         |